# Nombre de Thring
El nombre de Thring {\displaystyle (Th)}, conegut també com el nombre de Boltzmann, és un nombre adimensional que s'utilitza en la transferència de calor. Correspon a la relació entre la capacitat tèrmica d'un fluid i la calor transmesa per la radiació. Aquest nombre porta el nom de Meredith W. Thring, un enginyer anglès.
El nombre de Thring es defineix de la següent manera:
{\displaystyle Th={\frac {v\,\rho \,c_{p}}{e\,\sigma \,T^{3}}}}
on :
- v = velocitat del fluid
- ρ = massa volúmica
- cp = capacitat calorífica
- e = emissivitat superficial
- σ = constant de Stefan-Boltzmann
- T = temperatura